# Monostori Károly (állatorvos)
Monostori Károly (1886-ig Krausz Károly) (Dés, 1852. november 7. – Budapest, 1917. június 1.) királyi tanácsos, állatorvos, szakíró.

## Életpályája
Szülei: Krausz András és Román Rozália voltak. 1874–1908 között oktató volt. 1874-ben szerezte meg oklevelét; 1874–1878 között tanársegéd volt az állatorvosi tanintézetben. 1878–1881 között Nagy-Küküllő vármegye központi állatorvosa volt. 1881–1888 között állami állatorvos lett és berendelték a földművelésügyi minisztériumba. 1884–1888 között az állatorvosi tanintézetben az állattenyésztés helyettes, majd 1888–1909 között tanszékvezető nyilvános rendes tanára volt. 1884–1899 között az Országos Állatvédő Egyesület Évkönyvét szerkesztette. 1888–1889 között a szülészet előadója volt. 1909-ben nyugdíjba vonult.

### Munkássága
Híve volt a Darwin-Haeckel-féle fejlődéselméletnek. Fellépett Weismann csíraplazma-elmélete ellen. Széles körű irodalmi tevékenységet fejtett ki. Fontos munkát végzett a járványos állatbetegségek megfékezésében. Háziállataink fajtáinak első rendszeres áttekintését állította össze Szépirodalommal is foglalkozott. Színművei budapesti és vidéki színpadokon kerültek bemutatásra.
Sírja a Fiumei úti sírkertben található (20-5-6).

## Művei

### Színművek
- Babos kötény (1880)
- Az utolsó kenet (1886)
- A civis leánya (1895)

### Könyvek
- A szarvasmarha-tenyésztés alapvonalai (1885, 1901)
- Az állatok ragályos betegségei és a védoltás (Budapest, 1887)
- A ló és tenyésztése (Kovácsy Béla társszerzővel, 1889, 1892, 1905)
- A sertés, annak tenyésztése és hízlalása (Kovácsy Béla társszerzővel, 1890)
- Die Schweine Ungarns und ihre Züchtung Berlin (1891)
- Könyv az egészséges állatok gondozásáról (Budapest, 1893)
- Állatgyógyászat (Budapest, 1896)
- A sertéstenyésztés alapvonalai (1896, 1898)
- A lóismeret kézikönyve (Rekenye József társszerzővel, 1896)
- Szülészeti műtéttan (1898)
- Házi állataink egészségének fenntartásáról (Kolozsvár, 1899)
- A juhtenyésztés alapvonalai (1900)
- Ebtenyésztés (Budapest, 1909)